# MultiVersus
MultiVersus — комп'ютерна відеогра в жанрі платформеру й файтингу, що був розроблений американською інді-студією Player First Games і видана компанією Warner Bros. Interactive Entertainment для Microsoft Windows, PlayStation 4, PlayStation 5, Xbox One та Xbox Series X/S. Ця гра є кросовером, бо поєднує багатьох персонажів з різних всесвітів. У проєкті представлені герої, що належать наступним компаніям: Warner Bros., DC Comics, HBO, Turner Entertainment і Cartoon Network. MultiVersus розповсюджується за системою free-to-play.
Анонсована в листопаді 2021 року після чуток і витоків інформації, ранній доступ і відкрита бета-версія гри вийшли в липні 2022 року.

## Ігровий процес

### Бойова система
MultiVersus — це платформер, схожий на серію відеоігор Super Smash Bros, в якому гравці б'ються на різних етапах і намагаються вибити своїх супротивників за межі арени, причому персонажі вибиваються тим далі, чим більше шкоди вони отримують. Гра в основному проходить у форматі «двоє проти двох», хоча також доступні варіанти «один проти одного» та «всі проти всіх».
У грі є система талантів, яка дозволяє гравцям налаштовувати своїх персонажів за допомогою пасивних здібностей, які також будуть впливати на їхніх партнерів у «двоє проти двох». Існують «Фірмові таланти», які є спеціальними пасивними здібностями, що безпосередньо впливають на відповідні атрибути та/або здібності персонажа. Якщо гравці однієї команди екіпірують однакові таланти, вони отримають синергію, яка збільшує ефекти зазначених талантів.

### Валюти та Сезонний пропуск
У відеогрі MultiVersus є дві основні валюти:
1. Золото (англ. Gold) — валюта, яка в основному використовується для придбання персонажів і тренування талантів;
2. Ґлемій (англ. Gleamium) — «преміальна валюта», яка використовується для придбання скінів, насмішок, банерів, а також преміального сезонного пропуску.

Золото отримується під час звичайної гри різними способами, тоді як ґлемій можна придбати за реальні гроші; золото не можна придбати за реальні гроші. Для гелловінської події 2022 року Monster Mash було додано спеціальну обмежену в часі валюту — цукерки, які заробляються за перемогу або поразку в будь-якому режимі (зароблені цукерки подвоюються при грі з певними варіантами персонажів). Ця валюта використовується для покупки косметичних засобів у спеціальному магазині Monster Mash, де можна придбати нові гелловінські косметичні засоби. Після закінчення події Monster Mash 15 листопада всі невикористані цукерки будуть конвертовані в золото (500 цукерок в 10 золотих).
Існує два види Сезонних пропусків:
1. Звичайний (англ. Normal) — той, що є безкоштовним для всіх гравців;
2. Преміум (англ. Premium) — той, що потрібно купувати за ґлемій, преміальну валюту.

В обох версіях гравці заробляють бали, виконуючи щоденні місії та місії сезону. Досягнення певної кількості балів розблоковує косметичні засоби, такі як банери, дзвінкі ефекти та скіни, а також золото. Прогрес в обох формах сезонного пропуску прив'язаний; якщо гравець придбає преміумверсію після того, як досягне певного прогресу у звичайній, всі нагороди будуть зараховані на його рахунок заднім числом.

## Ігрові персонажі
Станом на 8 вересня 2022 року в грі представлено 20 ігрових персонажів, 19 з яких походять з 11 франшиз Warner Bros. Discovery (причому багато з них озвучені акторами, які повторюють свої ролі з попередніх медіа) і один оригінальний персонаж.
Ці вигадані персонажі поділяються на п'ять класів:
- Вбивця (англ. Assassin);
- Розбишака (англ. Bruiser);
- Чаклун (англ. Mage);
- Лікар (англ. Support);
- Захисник (англ. Tank).

Кожен персонаж має «горизонтальну», «вертикальну» або «гібридну» категорію, яка описує, «який напрямок їхніх рухів найкраще підходить для покриття».
Деякі персонажі мають варіанти, або скіни, засновані на інших персонажах і вони супроводжуються власними голосовими акторами. Персонажі можуть бути розблоковані через ігровий процес або придбані за золото чи квитки на персонажів, що входять до пакетів контенту Founder's Pack, з ротацією вибору персонажів, доступних для використання всіма гравцями. Відкрита бета-версія гри спочатку містила 17 персонажів, а нові персонажі постійно додавалися в гру як контент після запуску.

### Перелік
| Персонаж             | Франшиза                                   | Клас      | Актор озвучення      | Дата появи      |
| -------------------- | ------------------------------------------ | --------- | -------------------- | --------------- |
| Хлопчик Фінн         | Час пригод                                 | Вбивця    | Джеремі Шада         | 19 липня 2022   |
| Пес Джек             | Час пригод                                 | Розбишака | Джон ДіМаджіо        | 19 липня 2022   |
| Бетмен               | Всесвіт DC                                 | Розбишака | Кевін Конрой         | 19 липня 2022   |
| Чорний Адам          | Всесвіт DC                                 | Розбишака | Боб Картер           | 31 жовтня 2022  |
| Гарлі Квінн          | Всесвіт DC                                 | Вбивця    | Тара Стронг          | 19 липня 2022   |
| Супермен             | Всесвіт DC                                 | Захисник  | Джордж Ньюберн       | 19 липня 2022   |
| Диво-жінка           | Всесвіт DC                                 | Захисник  | Еббі Трот            | 19 липня 2022   |
| Арія Старк           | Гра престолів                              | Вбивця    | Мейсі Вільямс        | 19 липня 2022   |
| Ґізмо                | Гремліни                                   | Лікар     | Деніел Росс          | 8 вересня 2022  |
| Страйп               | Гремліни                                   | Вбивця    | Деніел Росс          | 12 жовтня 2022  |
| Залізний велетень    | Залізний велетень                          | Захисник  | Джонатан Ліпоу       | 19 липня 2022   |
| Багз Банні           | Луні Тюнз                                  | Чаклун    | Ерік Боза            | 19 липня 2022   |
| Тасманійський диявол | Луні Тюнз                                  | Розбишака | Джим Каммінгс        | 19 липня 2022   |
| Рейндоґ              | Player First Games (оригінальний персонаж) | Лікар     | Ендрю Франкел        | 19 липня 2022   |
| Морті Сміт           | Рік та Морті                               | Розбишака | Джастін Ройланд      | 23 серпня 2022  |
| Рік Санчез           | Рік та Морті                               | Чаклун    | Джастін Ройланд      | 27 вересня 2022 |
| Велма Дінклі         | Скубі-Ду                                   | Лікар     | Кейт Мікуччі         | 19 липня 2022   |
| Шеґґі Роджерс        | Скубі-Ду                                   | Розбишака | Меттью Ліллард       | 19 липня 2022   |
| Леброн Джеймс        | Космічний джем: Нове покоління             | Розбишака | Джон Ерік Бентлі     | 26 липня 2022   |
| Гранат               | Стівен Юніверс                             | Розбишака | Естелла Фанта Сверей | 19 липня 2022   |
| Стівен Юніверс       | Стівен Юніверс                             | Лікар     | Деніел ДіВенер       | 19 липня 2022   |
| Том і Джеррі         | Том і Джеррі                               | Чаклун    | Ерік Боза            | 19 липня 2022   |

## Розробка
Розробкою гри займається компанія Player First Games. Серед особливостей гри — виділені сервери, озвучення, а також постійне оновлення контенту та персонажів. Гра проходила закрите альфа-тестування з 25 лютого по 8 березня 2022 року.

## Огляди
| Агрегатор  | Оцінка                                |
| ---------- | ------------------------------------- |
| Metacritic | 80/100 (PS5) 78/100 (PC) 80/100 (XSX) |

| Видання                    | Оцінка |
| -------------------------- | ------ |
| Game Informer              | 80%    |
| GameSpot                   | 8/10   |
| IGN                        | 8/10   |
| Jeuxvideo.com              | 16/20  |
| PC Gamer (Велика Британія) | 78%    |
| PCMag                      | [ 22 ] |
| Play                       | 80%    |
| Push Square                | [ 23 ] |

Під час відкритого бета-тестування гра отримала загалом позитивні відгуки. IGN написали: «Можливо, MultiVersus не є обов'язковою грою на світських вечірках, але її освіжаючі командні бої роблять її чудовим платформером для онлайн-бійців». Play підсумував, що гра «сповнена любові до персонажів і в неї дуже цікаво грати, ви просто зобов'язані спробувати, хоча методи монетизації відштовхують».
Запуск гри в Steam став найуспішнішим для ігор WB Games і наймасштабнішим файтингом, випущеним на цій платформі.
Гра очолила американський чарт продажів за липень 2022 року, опустившись на 5 місце в наступному місяці. Вона стала найбільш завантажуваною грою в американському магазині PlayStation Store за той самий місяць, а в Європі посіла 2 місце. Вона також очолила чарти продажів в Австралії. Це була найпопулярніший проєкт на платформі Steam Deck.
До серпня 2022 року гра досягла 10 мільйонів гравців. До вересня — 20 мільйонів.